# Stelis microstigma
Stelis microstigma är en orkidéart som beskrevs av Heinrich Gustav Reichenbach. Stelis microstigma ingår i släktet Stelis och familjen orkidéer. Inga underarter finns listade i Catalogue of Life.